# Sound of Confusion (Spacemen 3)
Sound of Confusion è l'album d'esordio del gruppo inglese Spacemen 3, pubblicato nel febbraio del 1986 dalla Glass Records.
L'album è composto da 4 originali e 3 cover.

## Tracce
Tutti i brani sono stati scritti da Kember, Pierce, tranne dove indicato
1. Losing Touch with My Mind - 5:29
2. Hey Man - 4:49
3. Rollercoaster - 7:50 (Erickson, Hall)
4. Mary Anne - 4:13  (Campbell, Crenshaw)
5. Little Doll - 5:25 (Alexander, Asheton, Asheton, Osterberg)
6. 2.35 - 3:08
7. OD Catastrophe - 8:54

### Edizione del 1994 (Taang! Records)
1. Walkin' with Jesus  - 5:52
2. Rollercoaster - 17:03 (Erickson, Hall)
3. Feel So Good 4:57
4. 2:35 (Demo) - 3:40